# Liga LGT 2013
La temporada 2013 de la Liga LGT fue la undécima edición de la competición de traineras organizada por la Liga Gallega de Traineras. Estuvo compuesta por dos grupos de 8 y 9 equipos respectivamente. La temporada regular comenzó el 6 de julio en Sangenjo y Cangas de Morrazo (Pontevedra), y terminó el 25 de agosto en Boiro (La Coruña). Posteriormente, se disputaron los play-off para el ascenso a la Liga ACT y entre los dos grupos de la Liga LGT.

## Sistema de competición
La Liga LGT está dividida en 2 grupos cada uno de los cuales disputa un calendario de regatas propio durante la fase regular. Al finalizar dicho calendario y para decidir los ascensos y descensos entre la Liga ACT y los 2 grupos de la Liga LGT se disputan los siguientes play-off:
- Play-off de ascenso a Liga ACT: se disputan 2 plazas en la Liga ACT entre el penúltimo clasificado de dicha competición, ya que el último desciende directamente, los 2 primeros del Grupo A y los 2 primeros de la Liga ARC.
- Play-off entre grupos LGT: el campeón del Grupo B asciende directamente al Grupo A, el último clasificado del Grupo A desciende directamente al Grupo B y la última plaza del Grupo A se disputa entre el penúltimo clasificado del Grupo A y el segundo y tercero del Grupo B.

La regata Trofeo Teresa Herrera fue incluida en ambos grupos solo siendo puntuable la primera jornada clasificatoria.

## Calendario

### Temporada regular
Las siguientes regatas tuvieron lugar en 2013.

#### Grupo A
| Orden | Regata                                     | Fecha        | Hora  | Localidad          | Provincia  |
| ----- | ------------------------------------------ | ------------ | ----- | ------------------ | ---------- |
| 1     | II Bandera Concejo de Sangenjo (jornada 1) | 6 de julio   | 17:00 | Sangenjo           | Pontevedra |
| 2     | II Bandera Concejo de Sangenjo (jornada 2) | 7 de julio   | 17:30 | Sangenjo           | Pontevedra |
| 3     | I Bandera Chapela - Concejo de Redondela   | 13 de julio  | 18:00 | Chapela            | Pontevedra |
| 4     | XXIX Bandera Concejo de El Grove           | 14 de julio  | 12:00 | El Grove           | Pontevedra |
| 5     | X Bandera Ciudad de Ferrol                 | 20 de julio  | 17:30 | Playa de San Xurxo | La Coruña  |
| 6     | II Bandera La Mariña                       | 21 de julio  | 12:30 | Vivero             | La Coruña  |
| 7     | XIX Bandera Concejo de Villagarcía         | 27 de julio  | 17:30 | Villajuán          | Pontevedra |
| 8     | III Bandera Reganosa                       | 28 de julio  | 12:00 | Mugardos           | La Coruña  |
| 9     | XXVIII Trofeo Teresa Herrera               | 10 de agosto | 18:00 | La Coruña          | La Coruña  |
| 10    | XXXI Bandera Concejo de Moaña              | 18 de agosto | 12:00 | Meira              | Pontevedra |
| 11    | XXXI Concejo de Boiro                      | 25 de agosto | 12:30 | Boiro              | La Coruña  |

#### Grupo B
| Orden | Regata                         | Fecha        | Hora  | Localidad            | Provincia  |
| ----- | ------------------------------ | ------------ | ----- | -------------------- | ---------- |
| 1     | XXIV Bandera de Cangas         | 6 de julio   | 17:30 | Cangas de Morrazo    | Pontevedra |
| 2     | II Bandera Salgado Conxelados  | 7 de julio   | 11:30 | Oleiros              | La Coruña  |
| 3     | X Bandera Concejo de Rianjo    | 13 de julio  | 18:00 | Rianjo               | La Coruña  |
| 4     | XXVII Bandera de Redondela     | 14 de julio  | 17:30 | Cesantes             | Pontevedra |
| 5     | XXI Bandera Concejo de Vigo    | 21 de julio  | 12:00 | Vigo                 | Pontevedra |
| 6     | VII Bandera Concejo de Muros   | 27 de julio  | 18:00 | Esteiro              | La Coruña  |
| 7     | XII Bandera Teresa Herrera     | 10 de agosto | 18:00 | La Coruña            | La Coruña  |
| 8     | V Bandera Concejo de Ares      | 17 de agosto | 18:00 | Ares                 | La Coruña  |
| 9     | VIII Bandera Concejo de Puebla | 24 de agosto | 18:00 | Puebla del Caramiñal | La Coruña  |
| 10    | XXIII Bandera Concejo de Boiro | 25 de agosto | 11:30 | Boiro                | La Coruña  |

### Play-off de ascenso a Liga ACT
| Orden | Regata      | Fecha            | Hora  | Provincia |
| ----- | ----------- | ---------------- | ----- | --------- |
| 1     | Bermeo      | 14 de septiembre | 18:00 | Vizcaya   |
| 2     | Portugalete | 15 de septiembre | 12:00 | Vizcaya   |

### Play-off entre grupos
| Orden | Regata    | Fecha           | Hora  | Localidad | Provincia  |
| ----- | --------- | --------------- | ----- | --------- | ---------- |
| 1     | Jornada 1 | 31 de agosto    | 18:00 | Villajuán | Pontevedra |
| 2     | Jornada 2 | 1 de septiembre | 12:00 | Villajuán | Pontevedra |

## Traineras participantes

### Grupo A
| Equipo       | Nombre de la Trainera | Localidad          | Provincia  | Localización de los equipos del Grupo A                                     |
| ------------ | --------------------- | ------------------ | ---------- | --------------------------------------------------------------------------- |
| Cabo da Cruz | Cabo da Cruz          | Boiro              | La Coruña  | Cabo da Cruz Amegrove Mecos Samertolameu Vilaxoán Chapela A Cabana Mugardos |
| Amegrove     | Pabliño               | El Grove           | Pontevedra | Cabo da Cruz Amegrove Mecos Samertolameu Vilaxoán Chapela A Cabana Mugardos |
| Mecos        | Mequiña               | El Grove           | Pontevedra | Cabo da Cruz Amegrove Mecos Samertolameu Vilaxoán Chapela A Cabana Mugardos |
| Samertolameu | A Terca               | Meira              | Pontevedra | Cabo da Cruz Amegrove Mecos Samertolameu Vilaxoán Chapela A Cabana Mugardos |
| Vilaxoán     | A Revenida            | Villajuán de Arosa | Pontevedra | Cabo da Cruz Amegrove Mecos Samertolameu Vilaxoán Chapela A Cabana Mugardos |
| Chapela      | Arealonga             | Redondela          | Pontevedra | Cabo da Cruz Amegrove Mecos Samertolameu Vilaxoán Chapela A Cabana Mugardos |
| A Cabana     | Albatros              | La Cabana          | La Coruña  | Cabo da Cruz Amegrove Mecos Samertolameu Vilaxoán Chapela A Cabana Mugardos |
| Mugardos     | Bestarruza            | Mugardos           | La Coruña  | Cabo da Cruz Amegrove Mecos Samertolameu Vilaxoán Chapela A Cabana Mugardos |

Los clubes participantes están ordenados geográficamente, de oeste a este.

### Grupo B
| Equipo         | Nombre de la Trainera | Localidad            | Provincia  | Localización de los equipos del Grupo B                                     |
| -------------- | --------------------- | -------------------- | ---------- | --------------------------------------------------------------------------- |
| Cabo da Cruz B | Cabo da Cruz          | Boiro                | La Coruña  | Cabo da Cruz B Esteirana Puebla Coruxo Rianxo Morrazo Cesantes Perillo Ares |
| Esteirana      | Esteirana             | Esteiro              | La Coruña  | Cabo da Cruz B Esteirana Puebla Coruxo Rianxo Morrazo Cesantes Perillo Ares |
| Puebla         | Carmela               | Puebla del Caramiñal | La Coruña  | Cabo da Cruz B Esteirana Puebla Coruxo Rianxo Morrazo Cesantes Perillo Ares |
| Coruxo         | Fontaíña              | Vigo                 | Pontevedra | Cabo da Cruz B Esteirana Puebla Coruxo Rianxo Morrazo Cesantes Perillo Ares |
| Rianxo         | Concello de Rianxo    | Rianjo               | La Coruña  | Cabo da Cruz B Esteirana Puebla Coruxo Rianxo Morrazo Cesantes Perillo Ares |
| Morrazo        | Balea                 | Cangas de Morrazo    | Pontevedra | Cabo da Cruz B Esteirana Puebla Coruxo Rianxo Morrazo Cesantes Perillo Ares |
| Cesantes       | San Pedro             | Cesantes             | Pontevedra | Cabo da Cruz B Esteirana Puebla Coruxo Rianxo Morrazo Cesantes Perillo Ares |
| Perillo        | Perillo               | Perillo              | La Coruña  | Cabo da Cruz B Esteirana Puebla Coruxo Rianxo Morrazo Cesantes Perillo Ares |
| Ares           | Santa Olalla de Lubre | Ares                 | La Coruña  | Cabo da Cruz B Esteirana Puebla Coruxo Rianxo Morrazo Cesantes Perillo Ares |

Los clubes participantes están ordenados geográficamente, de oeste a este.

### Equipos por provincia
| Provincia  | Grupo | N. | Equipos                                                  |
| ---------- | ----- | -- | -------------------------------------------------------- |
| La Coruña  | A     | 4  | A Cabana, Cabo da Cruz, Mugardos, Mecos                  |
| La Coruña  | B     | 6  | Ares, Cabo da Cruz B, Esteirana, Perillo, Puebla, Rianxo |
| La Coruña  | TOTAL | 10 |                                                          |
| Pontevedra | A     | 4  | Amegrove, Chapela, Samertolameu, Vilaxoán                |
| Pontevedra | B     | 3  | Cesantes, Coruxo, Morrazo                                |
| Pontevedra | TOTAL | 7  |                                                          |

### Ascensos y descensos
| Grupo A                                                                                  |                      |
| ---------------------------------------------------------------------------------------- | -------------------- |
| \| Pos. \| Ascendido de Grupo B \| \| ---- \| -------------------- \| \| 1.º \| Mecos \| |                      |
| Pos.                                                                                     | Ascendido de Grupo B |
| 1.º                                                                                      | Mecos                |

| Pos. | Descendido de Grupo A |
| ---- | --------------------- |
| 8.º  | Ares                  |

| Pos. | Club de Grupo B no inscrito |
| ---- | --------------------------- |
| 4.º  | Robaleira                   |

| Pos. | Nueva inscripción |
| ---- | ----------------- |
| -    | Cabo da Cruz B    |

     Ascenso directo.

     Descenso directo ordinario.

     Descenso administrativo o desaparición.

     Nueva inscripción.

## Clasificación

### Temporada regular
A continuación se recoge la clasificación en cada una de las regatas disputadas.

#### Grupo A
Los puntos se reparten entre los ocho participantes en cada regata.
| Posición | 1.º | 2.º | 3.º | 4.º | 5.º | 6.º | 7.º | 8.º |
| Puntos   | 8   | 7   | 6   | 5   | 4   | 3   | 2   | 1   |

| Pos. | Club         | Trainera     | 1 SA1 | 2 SA2 | 5 CHA | 4 GRO | 5 FER | 8 MAR | 7 VIL | 8 REG | 9 HER | 10 MOA | 11 BOI | Puntos |
| ---- | ------------ | ------------ | ----- | ----- | ----- | ----- | ----- | ----- | ----- | ----- | ----- | ------ | ------ | ------ |
| 1    | Samertolameu | A Terca      | 1     | 2     | 2     | 1     | 1     | 1     | 1     | 1     | 1     | 1      | 5      | 84     |
| 2    | Cabo da Cruz | Cabo da Cruz | 2     | 1     | 1     | 2     | 2     | 2     | 3     | 4     | 4     | 2      | 1      | 75     |
| 3    | Chapela      | Arealonga    | 4     | 4     | 3     | 3     | 3     | 5     | 2     | 2     | 2     | 3      | 2      | 66     |
| 4    | Amegrove     | Pabliño      | 3     | 3     | 5     | 6     | 5     | 3     | 5     | 3     | 3     | 4      | 4      | 55     |
| 5    | Mugardos     | Bestarruza   | 5     | 5     | 4     | 4     | 6     | 4     | 6     | 6     | 7     | 5      | 3      | 44     |
| 6    | Vilaxoan     | A Revenida   | 6     | 6     | 8     | 5     | 4     | 7     | 4     | 5     | 5     | 7      | 8      | 34     |
| 7    | A Cabana     | Albatros     | 7     | 8     | 6     | 7     | 8     | 6     | 7     | 8     | 8     | 6      | 6      | 22     |
| 8    | Mecos        | Mequiña      | 8     | 7     | 7     | 8     | 7     | 8     | 8     | 7     | 6     | 8      | 7      | 18     |

| Color   | Resultado                  |
| ------- | -------------------------- |
| Oro     | Ganador                    |
| Plata   | Segundo                    |
| Bronce  | Tercero                    |
| Verde   | Puntuó                     |
| Violeta | Ret - No terminó la regata |
| Negro   | DSQ - Descalificado        |

| Evolución de la clasificación general del Grupo A                |                                                                  |
| ---------------------------------------------------------------- | ---------------------------------------------------------------- |
| Gráfico no disponible temporalmente debido a problemas técnicos. |                                                                  |
|                                                                  | Gráfico no disponible temporalmente debido a problemas técnicos. |

#### Grupo B
Los puntos se reparten entre los nueve participantes en cada regata.
| Posición | 1.º | 2.º | 3.º | 4.º | 5.º | 6.º | 7.º | 8.º | 9.º |
| Puntos   | 9   | 8   | 7   | 6   | 5   | 4   | 3   | 2   | 1   |

| Pos. | Club           | Trainera              | 1 CAN | 2 SAL | 3 RIA | 4 RED | 5 VIG | 6 MUR | 7 HER | 8 ARE | 9 PUE | 10 BOI | Puntos |
| ---- | -------------- | --------------------- | ----- | ----- | ----- | ----- | ----- | ----- | ----- | ----- | ----- | ------ | ------ |
| 1    | Ares           | Santa Olalla de Lubre | 1     | 1     | 1     | 1     | 1     | 4     | 1     | 1     | 2     | 1      | 86     |
| 2    | Cabo de Cruz B | Cabo da Cruz          | 5     | 2     | 2     | 3     | 3     | 1     | 2     | 2     | 1     | 2      | 77     |
| 3    | Puebla         | Carmela               | 3     | 5     | 4     | 4     | 2     | 3     | 3     | 3     | 3     | 3      | 67     |
| 4    | Perillo        | Perillo               | 4     | 3     | 3     | 2     | 5     | 2     | 4     | 7     | 5     | 4      | 61     |
| 5    | Morrazo        | Balea                 | 6     | 4     | 6     | 6     | 4     | 5     | 5     | 4     | 4     | 7      | 49     |
| 6    | Esteirana      | Esteirana             | 2     | 6     | 7     | 5     | 8     | 6     | 6     | 6     | 6     | 6      | 42     |
| 7    | Rianxo         | Concello de Rianxo    | 7     | 7     | 5     | 8     | 6     | DSQ   | 8     | 5     | 7     | 5      | 32     |
| 8    | Coruxo         | Fontaíña              | 9     | 9     | 9     | 7     | 7     | 7     | 7     | 9     | 8     | 8      | 20     |
| 9    | Cesantes       | San Pedro             | 8     | 8     | 8     | 9     | 9     | Ret   | 9     | 8     | 9     | 9      | 13     |

En la Bandera Concejo de Muros, la trainera de Rianxo fue descalificada por cambiar de patrón durante la regata y Cesantes no pudo terminar la regata.
| Evolución de la clasificación general del Grupo B                |                                                                  |
| ---------------------------------------------------------------- | ---------------------------------------------------------------- |
| Gráfico no disponible temporalmente debido a problemas técnicos. |                                                                  |
|                                                                  | Gráfico no disponible temporalmente debido a problemas técnicos. |

### Play-off de ascenso a Liga ACT
Los puntos se reparten entre los cinco participantes en cada regata.
| Posición | 1.º | 2.º | 3.º | 4.º | 5.º |
| Puntos   | 5   | 4   | 3   | 2   | 1   |

| Pos. | Club                 | Trainera          | 1 BER | 2 POR | Puntos |
| ---- | -------------------- | ----------------- | ----- | ----- | ------ |
| 1    | Zierbena             | Bahías de Bizkaia | 1     | 1     | 10     |
| 2    | Cabo da Cruz         | Cabo da Cruz      | 2     | 4     | 6      |
| 3    | Lekittarra-BM        | Lekittarra        | 5     | 2     | 5      |
| 4    | Samertolameu         | A Terca           | 4     | 3     | 4      |
| 5    | Zumaia-Altuna y Uria | Telmo Deun        | 3     | 5     | 4      |

### Play-off entre grupos
El equipo Ares asciende al Grupo A directamente al quedar primero del Grupo B.
El equipo Mecos desciende al Grupo B directamente al quedar último del Grupo A.
Los puntos se reparten entre los tres participantes en cada regata.
| Posición | 1.º | 2.º | 3.º |
| Puntos   | 3   | 2   | 1   |

| Pos. | Club     | Trainera | 1 JO1 | 2 JO2 | Puntos |
| ---- | -------- | -------- | ----- | ----- | ------ |
| 1    | A Cabana | Albatros | 1     | 1     | 6      |
| 2    | Puebla   | Carmela  | 2     | 2     | 4      |
| 3    | Perillo  | Perillo  | 3     | 3     | 2      |

Puebla ascendión al Grupo A para ocupar la plaza vacante creada por el ascenso de Cabo da Cruz a la Liga ACT.